# Giuseppe Incorpora
Giuseppe Incorpora, né à Palerme en Sicile le 18 septembre 1834 et mort dans la même ville le 14 août 1914, est un photographe italien du XIXe siècle. Le roi Humbert Ier d’Italie le nomme chevalier du royaume et lui donne le titre de « photographe de la maison royale ».

## Biographie
Giuseppe commence sa carrière très jeune, en 1856, à l'âge de 22 ans. Il collabore avec Eugenio Interguglielmi (it) et les deux hommes sont les premiers photographes à s'installer à Palerme. Ils reçoivent un prix à l'Exposition de Palerme de 1891-1892. 
Incorpora se consacre à la photographie d'architecture, de paysage et au portrait. Parmi les sujets photographiés par Incorpora, on trouve Giuseppe Garibaldi,, Humbert Ier et son épouse Marguerite de Savoie. 
L'œuvre sera poursuivie par son fils Francesco et ses petits-fils.

## Collections
- Royal Collection, Royaume Uni[5].

## Galerie

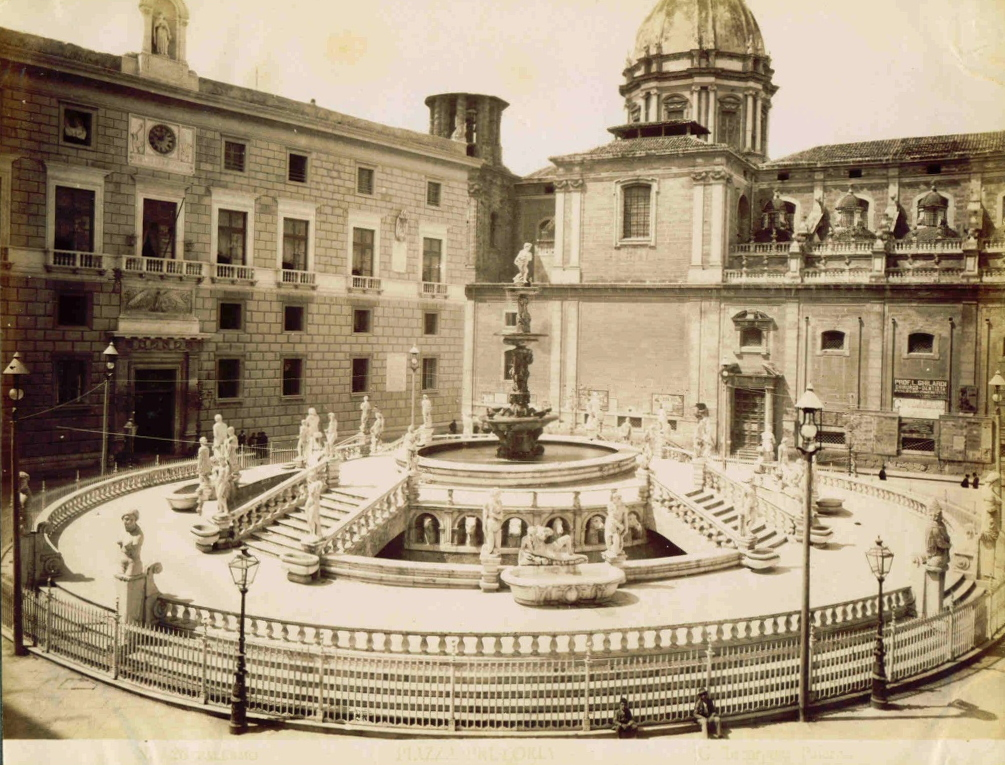
La Piazza Pretoria à Palerme.
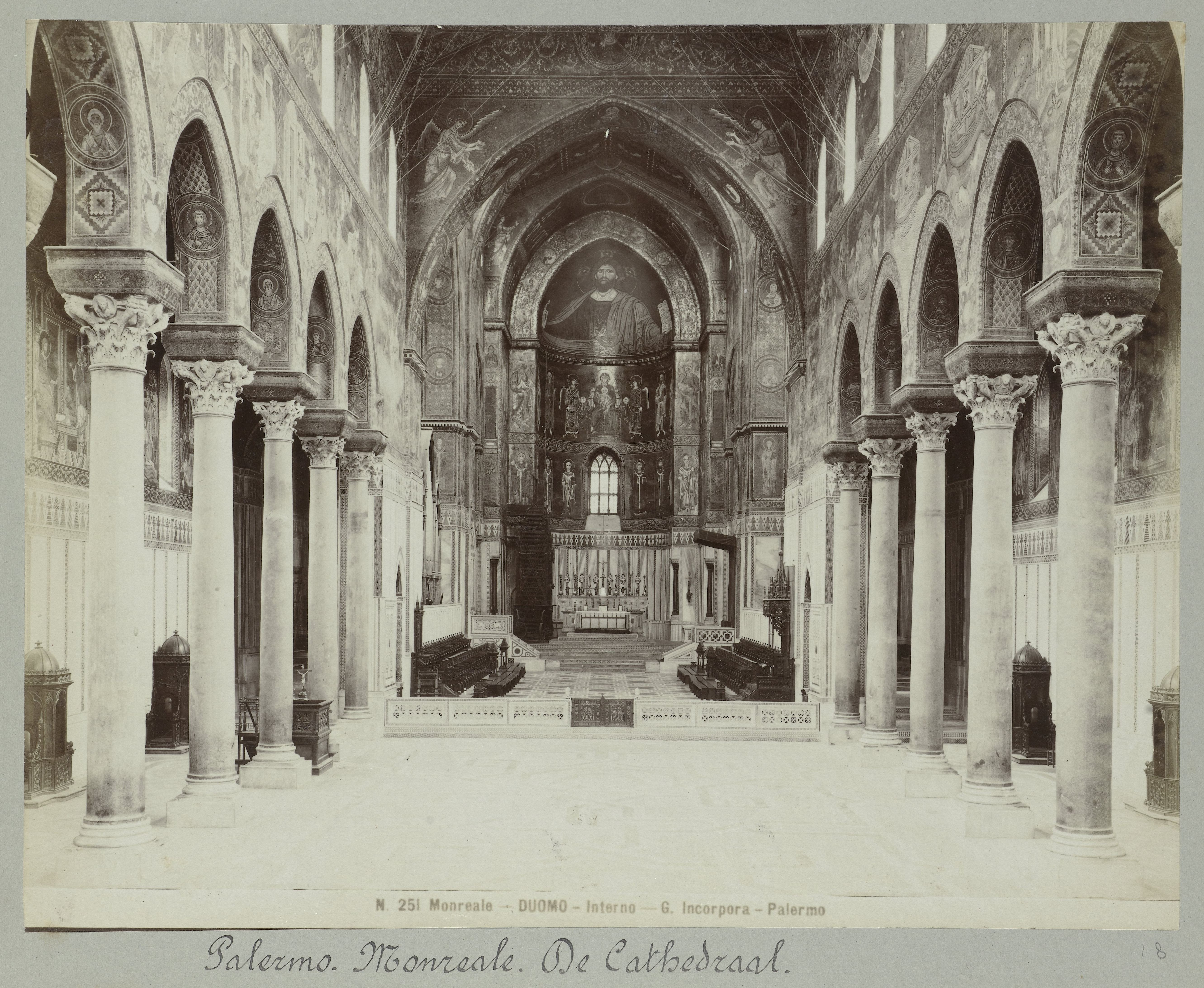
Cathédrale de Monreale, vers 1893-1903.
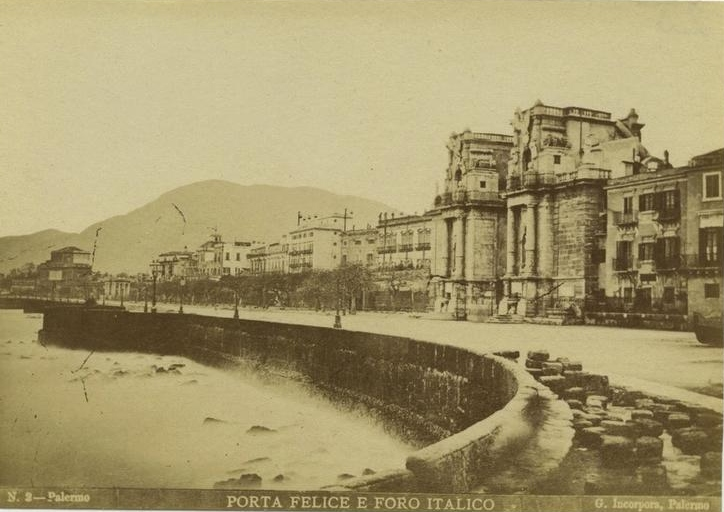
Porta Felice et Foro italico à Palerme, vers 1870-1880.
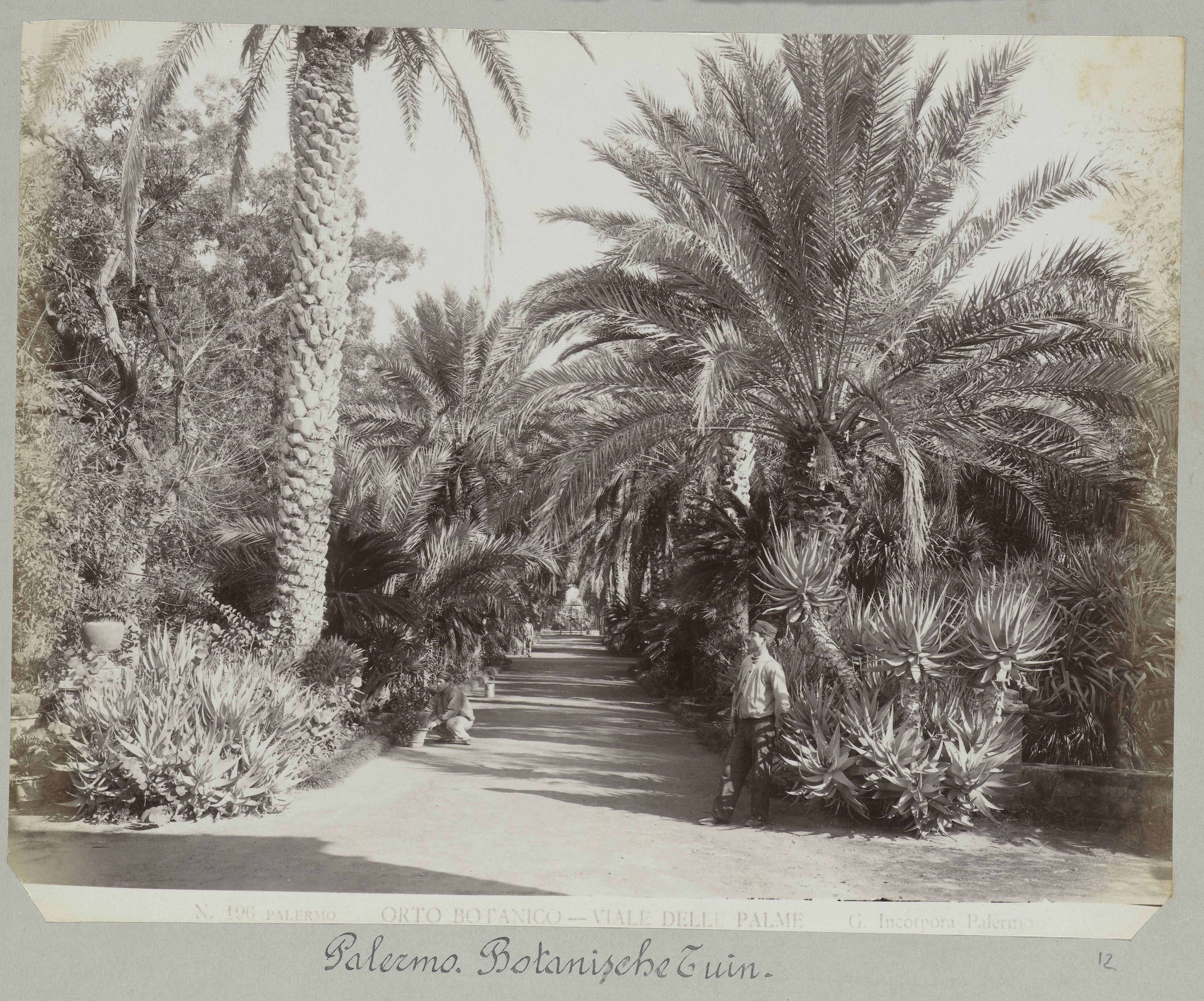
Vue du jardin botanique de Palerme.
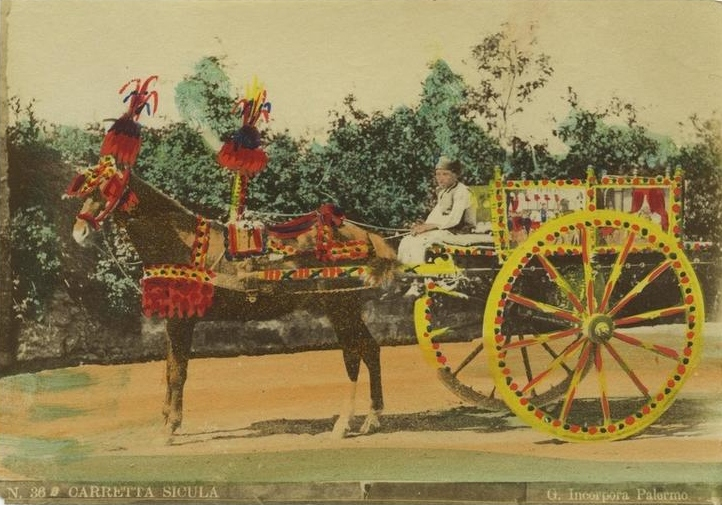
Calèche sicilienne (photographie coloriée à la main).
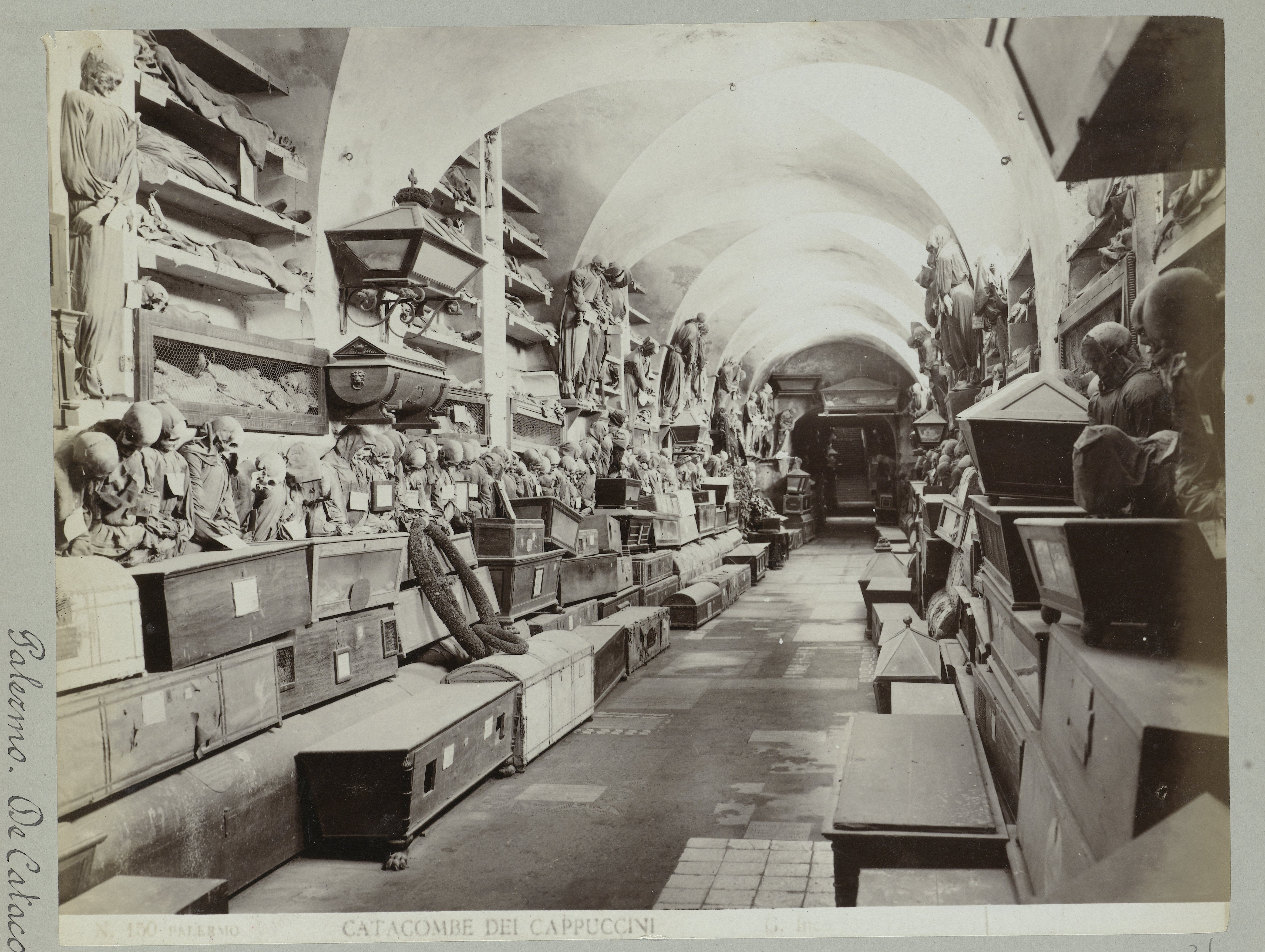
Catacombe des Capucins, Palerme, vers 1893-1903.
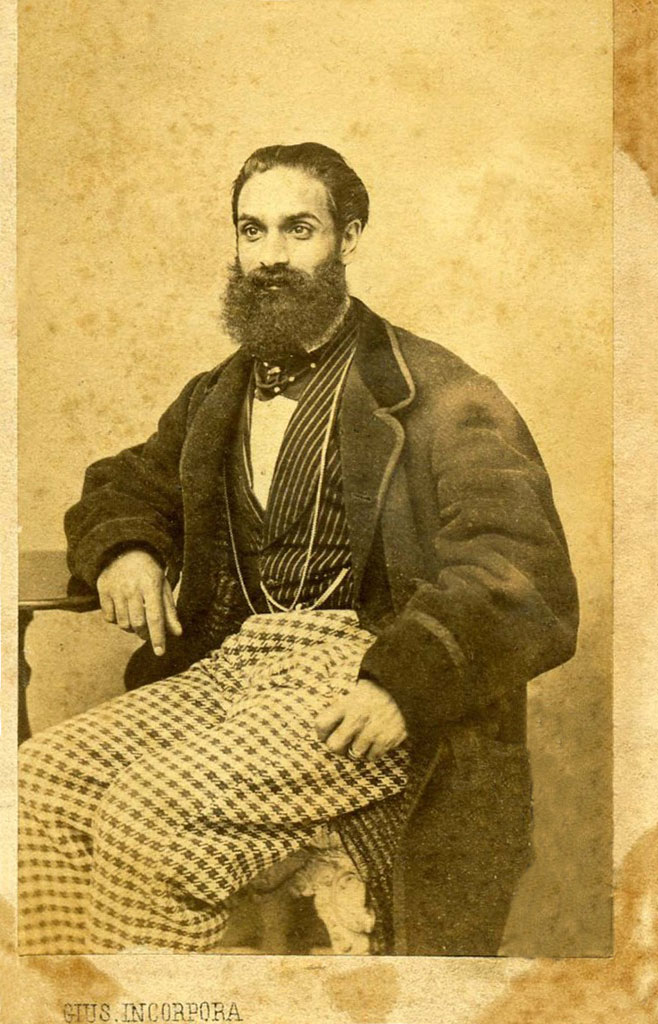
Giuseppe Basile (it) (1830-1867), médecin et partisan de Garibaldi, vers 1860.
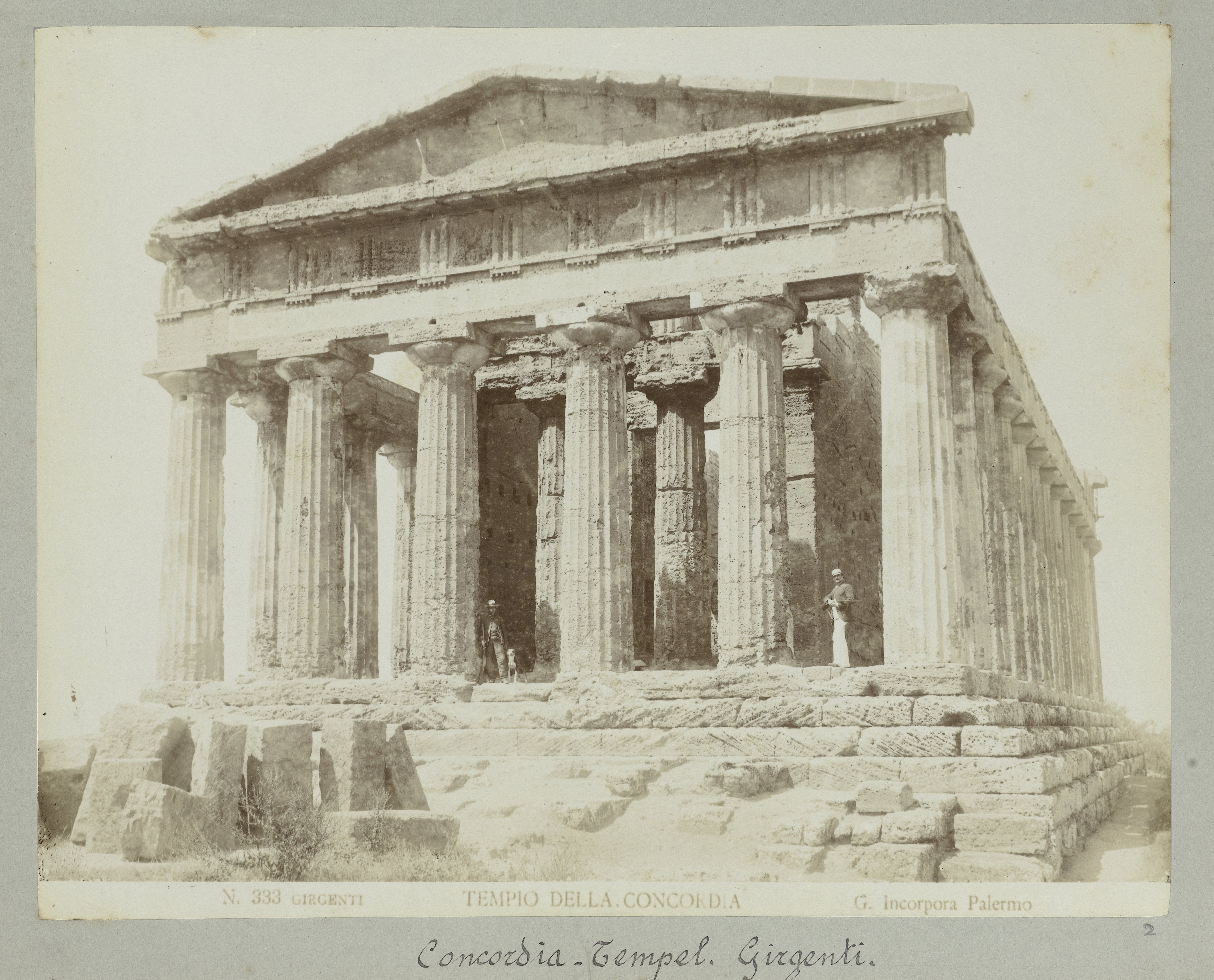
Temple de la Concorde à Agrigente.
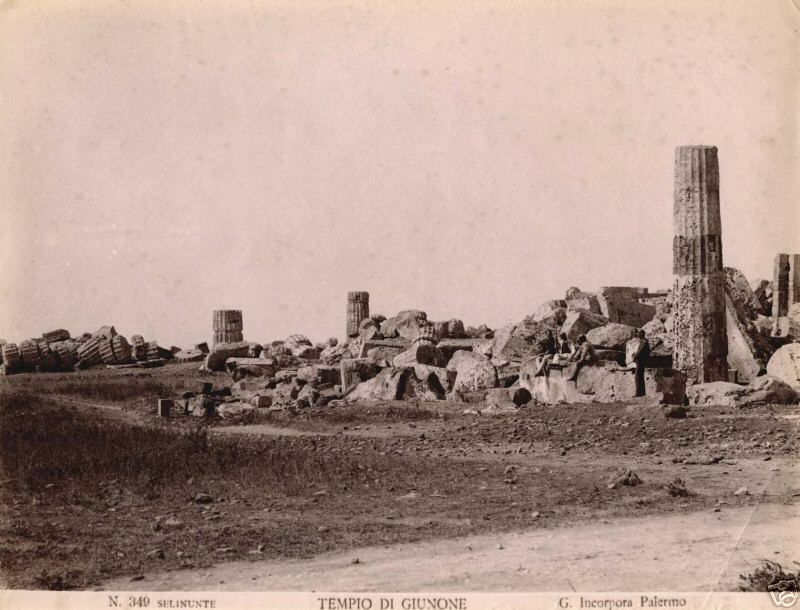
Ruines du temple G à Sélinonte, vers 1880.
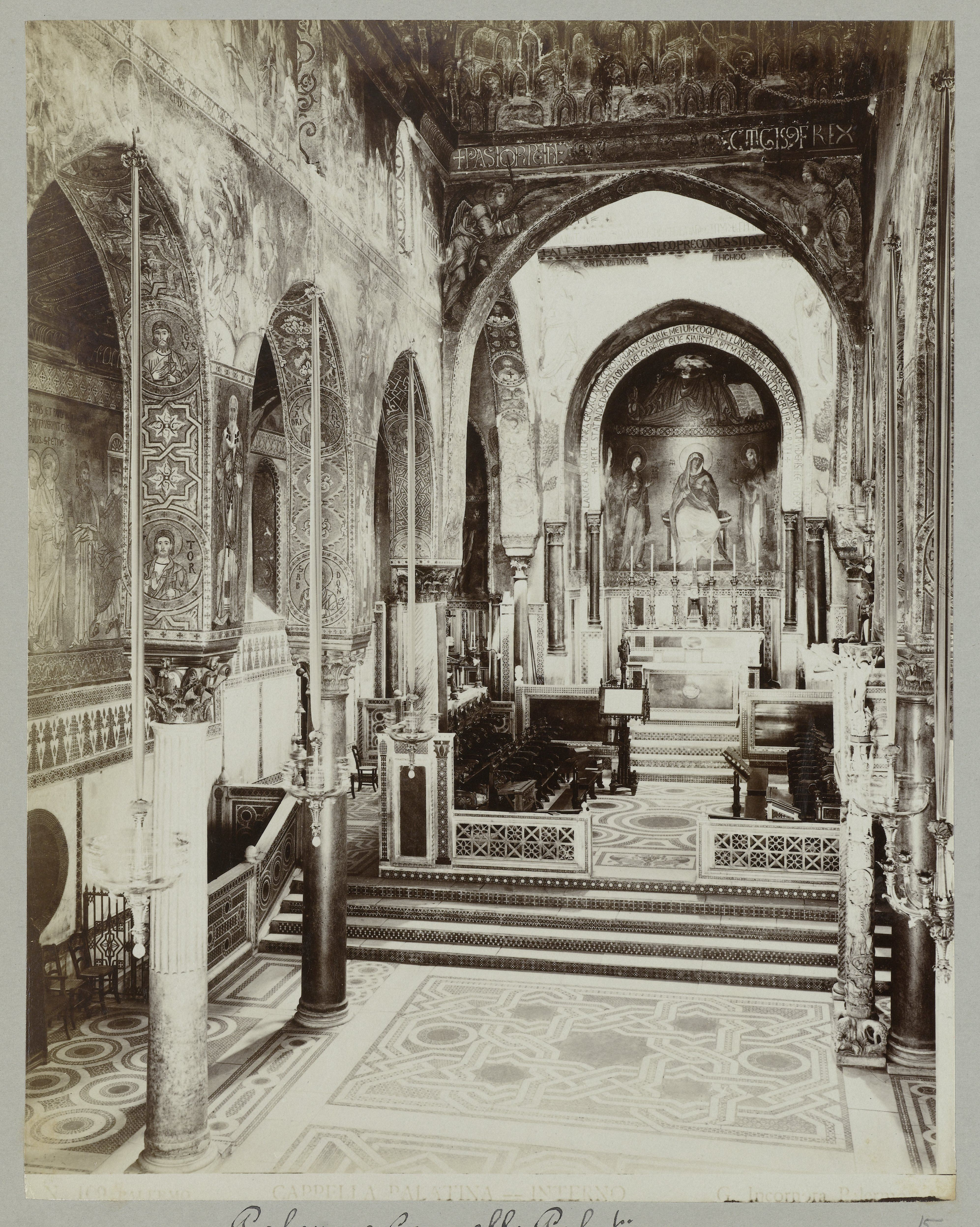
Chapelle palatine de Palerme.
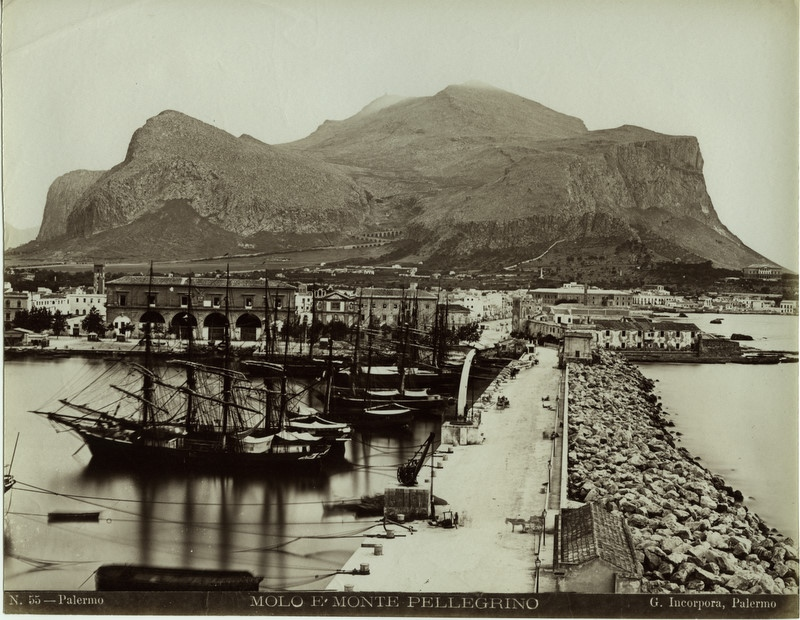
Le Monte Pellegrino à Palerme.